# Sterlington
Sterlington is een plaats (town) in de Amerikaanse staat Louisiana, en valt bestuurlijk gezien onder Ouachita Parish.

## Demografie
Bij de volkstelling in 2000 werd het aantal inwoners vastgesteld op 1276.
In 2006 is het aantal inwoners door het United States Census Bureau geschat op 1245, een daling van 31 (-2,4%).

## Geografie
Volgens het United States Census Bureau beslaat de plaats een oppervlakte van 5,9 km², geheel bestaande uit land. Sterlington ligt op ongeveer 26 m boven zeeniveau en ligt aan de oostelijke oever van de Ouachita.

## Plaatsen in de nabije omgeving
De onderstaande figuur toont nabijgelegen plaatsen in een straal van 24 km rond Sterlington.